# Manuel Montes Arache
Manuel Ramón Montes Arache (San Pedro de Macorís, 29 de noviembre de 1927 - Santo Domingo, 23 de diciembre de 2009), fue un militar dominicano con el rango de vicealmirante que tuvo un papel destacado en la Guerra Civil Dominicana en el bando (Constitucionalistas).
Tuvo una notable participación en la insurrección cívico militar de abril de 1965, que buscaba reponer en el poder a Juan Bosch, desplazado del poder mediante un golpe de Estado en septiembre de 1963, cuando estalló el conflicto bélico Montes Arache era jefe del cuerpo de élite conocido como "Hombres Ranas", de la Marina de Guerra y de inmediato se integraron a la lucha por el retorno de la Constitución de 1963.

## Inicios de su carrera militar
Ingresó a las filas de la Marina de Guerra como guardiamarina en 1946. Fue ascendido al grado de alférez de Fragata en el 1947 y durante su carrera escaló todos los rangos hasta llegar a ser ascendido, al grado de vicealmirante, durante su carrera militar fue comandante del Guardacostas GC-109, de la Base Naval “Las Calderas” y del Batallón de Infantería de Marina; director de la División de Material Bélico, Oficial Ejecutivo de la Base Naval “27 de Febrero” y subjefe de Estado Mayor de la Marina, este comando elite enfrentó a la 82 air borne de Estados Unidos con unos 42 mil soldados y no fueron vencidos.